# Espai Barça
Espai Barça is een project van FC Barcelona, om de huidige faciliteiten in de wijk Les Corts te transformeren tot een innovatieve en uitgebreide sportomgeving. Dit project omvat de renovatie van zowel het Camp Nou, als het Palau Blaugrana en de omliggende faciliteiten en gebieden, het zal de grootste en innovatiefste sportfaciliteit van Europa zijn, met een totale oppervlakte van maar liefst 40.000 vierkante meter.

## Geschiedenis

### De lange weg naar de vernieuwing van Espai Barça
In 2003 had Joan Laporta en het bestuur van FC Barcelona het idee om Camp Nou te verbouwen. Op 22 september 2007 onthulde destijds president Joan Laporta plannen voor de vernieuwing van Camp Nou, die onderdeel uitmaakten van Espai Barça. Samenvallend met de 50e verjaardag van het stadion. Er werd een internationale competitie uitgeschreven, waarbij meer dan 80 architectonische bureaus van over de hele wereld hun projecten presenteerden.
De gerenommeerde Britse architect Norman Foster had een ontwerp gemaakt dat door de club als het winnende werd aangewezen. Volgens het ontwerp zou Camp Nou worden gewikkeld in een mozaïek van gekleurde tegels, waardoor de gevel van kleur kon veranderen. De zitplaatsen zouden door verplaatsbare panelen overdekt kunnen worden bij regen. Foster liet zich voor zijn ideeën inspireren door de Catalaanse kunstenaar Antoni Gaudí, de clubkleur blaugrana, en het geelrood van de Catalaanse Senyera. De kosten zouden zo'n 250 miljoen euro bedragen. Tot uitvoering van het ontwerp is het niet gekomen, en Espai Barça werd voorlopig in de ijskast gezet. Vanwege de hoge kosten die gepaard gingen met het project. Het ontwerp van Norman Foster, dat in 2007 werd gepresenteerd en dat Camp Nou zou hebben omhuld in een mozaïek van gekleurde tegels, werd als te duur beschouwd, met een geschatte prijs van ongeveer 250 miljoen euro. Hierdoor kon het ontwerp niet worden uitgevoerd en werd het project opgeschort. Er waren ook andere factoren die hebben bijgedragen aan de vertraging, waaronder administratieve problemen en de financiële crisis van 2008. Na de opschorting van het project in 2008 werden er in de daaropvolgende jaren verschillende andere plannen gemaakt voor de renovatie van Camp Nou en het omliggende gebied. Er waren bijvoorbeeld plannen om het stadion gedeeltelijk te slopen en een nieuw stadion te bouwen, maar deze werden uiteindelijk verworpen.
In 2014 werd Espai Barça opnieuw geïntroduceerd met een nieuw ontwerp van het Zwitserse architectenbureau Herzog & de Meuron. Het plan omvatte niet alleen de renovatie van het stadion zelf, maar ook de bouw van een nieuw trainingscomplex en de modernisering van andere faciliteiten in de omgeving. Het project kostte naar schatting 600 miljoen euro, wat veel meer was dan het oorspronkelijke ontwerp van Norman Foster. In april 2014 werd er een referendum gehouden onder de partners van FC Barcelona om het megaproject goed te keuren, waarbij 37.535 partners (31,65%) hun stem uitbrachten. Het project werd goedgekeurd met 72,3% van de stemmen. Er waren echter verschillende problemen, waaronder juridische problemen en financiële mismanagement, wat leidde tot vertragingen en het aftreden van bestuursleden. Het nieuwe ontwerp van Herzog & de Meuron behield de oorspronkelijke uitstraling van Camp Nou, maar moderniseerde het. De buitenkant van het stadion kreeg een licht doorschijnende huid, wat een spectaculair lichtspel mogelijk maakte. Het dak werd vernieuwd en uitgebreid om alle zitplaatsen te overdekken en er werd ook een nieuw lichtsysteem geïnstalleerd. Naast de renovatie van het stadion en de bouw van het nieuwe trainingscomplex, omvatte het project ook de bouw van een nieuwe thuishaven voor de basketbalclub van FC Barcelona, genaamd Palau Blaugrana, en een nieuw onderkomen voor de ijshockeyclub.
Espai Barça heeft verschillende problemen gehad sinds de goedkeuring ervan in 2014. Financiële problemen van FC Barcelona, waaronder schulden als gevolg van de coronapandemie, hebben geleid tot vertragingen in de financiering van het project. Daarnaast zijn er juridische klachten en tegenstand van omwonenden en lokale overheden geweest over de impact van de bouw op de omgeving en de verkeersdrukte. Als gevolg van al deze problemen is de bouw van het Espai Barça nog niet begonnen. In plaats daarvan heeft FC Barcelona gekozen voor kleinere renovaties en verbeteringen aan het bestaande stadion om de klantervaring te verbeteren en de inkomsten te verhogen. Hoewel de club in 2016 het ontwerp van het Japanse architectenbureau Nikken Sekkei had gekozen, hebben verschillende veranderingen in bouwdata en deadlines ertoe geleid dat de werkzaamheden nog steeds niet zijn begonnen. Het ontslag van de voormalige president Josep Maria Bartomeu van FC Barcelona in 2020 heeft het project stilgelegd.
Na het aantreden van Joan Laporta voor zijn tweede termijn als president van de club in maart 2021, vertelde hij enkele keren dat het stadion in zeer slechte staat was. De toegangen naar het stadion, de liften en de evacuatieroutes zouden niet meer veilig zijn, en de technologie was verouderd. Die dateerde uit de jaren 90. Laporta startte uiteindelijk Espai Barça weer op, zoals hij in 2007 het project ook bedacht. Op 17 en 23 oktober 2021 werd er door de socios gestemd over de plannen en een bijbehorende lening van 1,5 miljard van destijds Goldman Sachs. De voorstellen werden met een ruime meerderheid aangenomen. Op 28 april 2022 gaf de gemeente Barcelona toestemming voor de plannen. Het begin van de verbouwing was gepland voor juni 2022. De bedoeling was om de eerste en tweede ring volledig te renoveren. De derde ring zou volgens de plannen worden gesloopt en herbouwd. Op 15 maart 2022 werd bekend dat Spotify een overeenkomst met FC Barcelona had bereikt om voor een bedrag van 250 miljoen euro voor een periode van vier jaar de naamgevingsrechten van het stadion te krijgen. Na de goedkeuring van de sponsorovereenkomst op 3 april 2022, werd besloten het stadion in juli 2022 om te dopen tot Spotify Camp Nou. Echter, in juni 2022 kondigde FC Barcelona, dat de start van de verbouwing van het stadion opnieuw werd uitgesteld vanwege de financiële situatie van de club. De club kampte met schulden en wou zich eerst concentreren op het beheersen van de schulden en het vinden van nieuwe bronnen van inkomsten voordat de bouw van het project kan worden hervat.